# Kenchayikoppa, Hirekerur
Kenchayikoppa là một làng thuộc tehsil Hirekerur, huyện Haveri, bang Karnataka, Ấn Độ.